# Eugène Sue
Joseph Marie Eugène Sue (20. januar 1804 – 3. august 1857) var en fransk forfatter.
Han var oprindeligt uddannet som kirurg.
Han var en meget produktiv forfatter – blandt andet skrev han 43 romaner – der fandt stor succes i sin tid. Efter Revolutionen i 1848 blev han medlem af den franske nationalforsamling som republikaner og socialist, men måtte gå i eksil efter Louis-Napoleon Bonapartes statskup i 1851. Hans proletarroman Les Mystères du peuple blev censureret og kom på Index librorum prohibitorum. Han døde i eksil i Savoyen.
Der findes en "Rue Eugène Sue" i 18. arrondissement i Paris.

## Udvalgt bibliografi
- Les Mystères de Paris (1842-43)
- Le Juif errant (1844-45)
- Les Mystères du peuple (1849-56)